# Abraham Gilbert Mills
Foto do executivo do beisebol Abraham G. Mills em 1907
Abraham Gilbert Mills (Nova Iorque, 12 de março de 1844 – Falmouth, Massachusetts, 26 de agosto de 1929) foi um executivo do beisebol americano e o quarto presidente da Liga Nacional de Clubes Profissionais de Beisebol (1883-1884). É mais conhecido por encabeçar a "Comissão Mills", que de modo controverso creditou ao general da Guerra de Secessão, Abner Doubleday, a invenção do beisebol.

## Juventude
Mills nasceu em 12 de março de 1844, na cidade de Nova Iorque, e viveu lá até setembro de 1862, quando se alistou no Exército dos Estados Unidos. Serviu brevemente como soldado raso no 5.º Regimento de Infantaria de Nova Iorque antes de se alistar como sargento no 165.º Regimento de Infantaria de Nova Iorque, considerado um regimento irmão do 5.º Regimento de Infantaria de Nova Iorque. Enquanto estava no serviço militar, Mills continuou a jogar beisebol e, mais tarde, lembrou que sempre levava seu taco e sua bola com o equipamento de campo. Participou de um jogo de beisebol no dia de Natal em Hilton Head Island, Carolina do Sul, em 1862, com grande participação, entre o 165.º Regimento de Infantaria de Nova Iorque e nove outros soldados de outros regimentos do Exército da União. Segundo informações, 40 mil soldados estavam presentes. Em 1864, Mills foi promovido a segundo-tenente, antes de ser dispensado com honra em Charleston, Carolina do Sul, em 1 de setembro de 1865. Após a Guerra Civil, Mills tornou-se companheiro veterano da Ordem Militar da Legião Leal dos Estados Unidos, como Companheiro n.º 07469, e membro do Grande Exército da República. Ele usa medalhas de ambas as organizações na fotografia mostrada aqui.
Após a guerra, Mills se matriculou na Columbian Law School (atual Universidade George Washington) em Washington, D.C. para estudar direito. Enquanto estava em Washington, Mills presidiu o Olympic Base Ball Club, do qual também foi jogador ocasional. Durante seu mandato, Mills tentou, sem sucesso, recrutar um jovem arremessador, Albert Spalding, cuja carreira ele influenciaria mais tarde. Em 1872, Mills casou-se com Mary Chester Steele, e o casal teve três filhas. Após ser admitido na ordem dos advogados em 1876, ele transferiu sua família para Chicago, Illinois, onde sua carreira tomou um rumo inesperado.

## Presidência da Liga Nacional
No final do século XIX, era prática comum nas ligas profissionais (como a Liga Nacional) contratar jogadores já contratados por times não pertencentes à liga. Normalmente, vários jogadores do mesmo time eram recrutados ao mesmo tempo, forçando a equipe não pertencente à liga a se dissolver. Mills atacou a questionável ética dessa prática em um artigo de jornal e traçou um plano para impedir o ataque aos times não pertencentes às ligas. William Hulbert, então presidente da Liga Nacional, leu o artigo e solicitou de Mills conselhos na elaboração de uma solução oficial, que resultou na "Liga da Aliança" (1877). A contribuição de Mills impressionou a liga, e ele foi contratado como consultor. Após a morte de Hulbert em 1882, a liga por unanimidade o elegeu presidente.
O principal objetivo de Mills como presidente foi procurar impedir que os jogadores se transferissem de uma liga profissional para a próxima, o que eles costumeiramente faziam durante o início de temporada, em busca de salários mais elevados. Em 1888, Mills convocou uma assembleia de representantes das três ligas de profissionais: da Liga Nacional, da Associação Americana e da Liga do Noroeste, no que foi apelidada de "Conferência da Harmonia". A reunião levou à criação do "Acordo Nacional de Clubes Profissionais de Beisebol" (por vezes referido como o "Acordo Tripartite"), que afirmou que todos os times da liga teriam o direito de reservar onze jogadores no final de uma temporada para jogar para o seu time atual ao longo do próximo ano. Sem causar surpresa, o acordo foi impopular para os jogadores, que se organizaram para formar uma nova liga para a temporada de 1884, a Associação da União, que não reconhecia a regra de reserva ou limitações salariais. Mills reagiu, ameaçando os jogadores que abandonassem a liga com a expulsão permanente e multas pesadas, mas muitos optaram por deixá-la de qualquer modo. Infelizmente, as pesadas perdas financeiras e a baixa frequência de público obrigaram a Associação da União e os vários times participantes a atuarem por apenas uma temporada.
Os jogadores da Associação da União tentaram depois voltar a participar da Liga Nacional, mas Mills foi particularmente inflexível sobre manter a sua palavra. Apesar das objeções de Mills, a liga viu uma oportunidade para aumentar os lucros, e votou em permitir que os ex-jogadores da Associação da União retornassem à liga. Em 1884, Mills renunciou ao cargo de presidente da liga, frustrado por mais uma humilhante derrota de princípios, quando Henry Lucas - ninguém menos do que o fundador da Associação da União - retornou à liga como proprietário de uma nova franquia de St. Louis. Porém, Mills continuou a servir como consultor não oficial para assuntos da liga.

## A Comissão Mills
Em 1888, Albert Spalding acompanhou um grupo de astros do beisebol em uma turnê mundial para promover o jogo, participando de um jogo de exibição na sombra das Grandes Pirâmides do Egito. Após o seu regresso no ano seguinte, um jantar foi realizado para homenagear os jogadores e Mills foi convidado a servir como mestre de cerimônias. O jantar, realizado no restaurante Delmonico's em Nova Iorque, foi frequentado por um público de trezentos convidados, eclético e de prestígio, entre eles Mark Twain e Theodore Roosevelt. O tema principal do evento foi focado no esporte como o embaixador dos Estados Unidos para o mundo. Foi também enfatizado a noção de que o beisebol não tinha, como muitos acreditavam, se originado do jogo britânico de rounders. Consta que, em vários momentos ao longo da noite, o público irrompeu em gritos excitados de "No rounders! No rounders!" A demonstração de patriotismo intrigou Albert Spalding e inspirou um debate sobre as origens do beisebol. O debate veio à tona em 1903, quando Henry Chadwick publicou um artigo de grande repercussão sobre a evolução do beisebol a partir do rounders. Em resposta, Spalding, que acreditava ser o beisebol uma invenção fundamentalmente americana, publicou um artigo contestando a afirmação Chadwick e desafiou-o, sugerindo que nomeasse uma comissão para resolver a questão. Chadwick concordou, e em 1905 uma comissão chefiada por Mills foi formada.
A "Comissão Mills" era composta por Mills e seis outros homens proeminentes: Morgan Bulkeley, o primeiro presidente da Liga Nacional em 1876; Arthur Pue Gorman, um ex-jogador e ex-presidente do Washington Beisebol Club; Nicholas Young, o primeiro secretário e quinto presidente (substituindo Mills) da Liga Nacional; Al Reach e George Wright, conhecidos distribuidores de artigos esportivos e dois dos mais famosos jogadores de sua época, e James Edward Sullivan, presidente da União Atlética Amadora. A comissão, através de uma série de publicações de distribuição nacional, solicitou a qualquer americano que tivesse algum conhecimento sobre as origens do beisebol para que se pronunciasse. Eles receberam uma resposta de um engenheiro de minas de 71 anos de idade, de Denver, Colorado, chamado Abner Graves, que foi publicada imediatamente, sob a manchete: "Abner Doubleday Inventou o Beisebol". Segundo o relato de Graves, Doubleday foi responsável pela melhoria de uma versão local do "Bola da Cidade" sendo jogado pelos alunos da Academia de Otsego e da Escola Green's Select em Cooperstown, Nova Iorque. Graves alegou também ter presenciado a formação real do jogo que Doubleday denominava "Bola de Base" (em inglês:  Base Ball). Porém, a comissão não investigou a afirmação de Grave, e aceitou a história com base no fato do relato de Graves oferecer o tipo de início mítico para um esporte que queriam promover como fundamentalmente americano. Uma série de inconsistências circunstanciais sugere que a história de Graves foi provavelmente fabricada. Apesar de todas as questões não respondidas, Mills escreveu um memorando conhecido como o "Relatório da Comissão Mills", que proclamou Doubleday o inventor do jogo de beisebol. Por mais de meio século antes de vir a se tornar objeto de análise de historiadores, ele manteve-se como documento oficial sobre o assunto. Entretanto, atualmente se aceita que Chadwick estava correto em sua crença de que o beisebol, de fato, evoluiu do jogo de rounders. O próprio Mills deve ter tido algumas dúvidas sobre a validade dos resultados da sua própria comissão e admitiu que não tinha evidências conclusivas para provar a alegação de Doubleday.

## Final de carreira
A comissão foi o último papel principal de Mills no beisebol profissional. Passou grande parte de sua carreira trabalhando para a Companhia de Elevadores Hale de Chicago, tornou-se vice-presidente de um de seus representantes, a Otis Elevator Company, em 1898 e ocupou o cargo até sua morte. Em seus últimos anos, Mills esteve envolvido com o atletismo amador, tornando-se diretor e presidente do New York Athletic Club e em 1921, redigiu a constituição da Associação Olímpica Americana. No momento da sua morte, em 1929, em Falmouth, Massachusetts, presidia a Associação para a Proteção das Adirondacks, e estava envolvido no planejamento dos Jogos Olímpicos de Inverno de 1932. Ele morreu em 26 de agosto de 1929, aos 85 anos.